# Instrumental- och ensemblelärare
Instrumental- och ensemblelärare (IE) var en utbildningsinriktning inom den tidigare utbildningen till musiklärare. Den infördes i och med den musiklärarutbildning som startade hösten 1978 som ett resultat av en statlig utredning. Lärare med denna utbildning var utbildade för att undervisa i kommunala musikskolor och liknande verksamheter. Formellt avskaffades dock denna utbildning i och med lärarutbildningsreformen år 2001 (då inrättades en lärarexamen som infattade all lärarutbildning, förutom folkhögskollärare och flyglärare i en enda lärarexamen). De sista klasserna med denna utbildning gick ut vårterminen 2004. Studenter hade dock rätt att ta ut denna examen t.o.m. vårterminen 2008. Enligt ett protokoll från riksdagens utbildningsutskott hade till exempel en musikhögskola mellan 2001 och 2013 möjlighet att utforma lärarutbildningen i musik "så att den passar för lärarverksamhet i den kommunalamusikskolan och annan pedagogisk verksamhet". 
Samtliga svenska musikhögskolor utbildade lärare för den kommunala musik- och kulturskolan. I utbildningen ingick bland annat instrumentalspel på ett huvudinstrument och eventuella biinstrument, ackompanjemangsspel, ensemblespel, metodik, pedagogik, ensembleledning, gehörslära, satslära, röstträning, "musik och samhälle" samt praktik. 
Utbildningens innehåll varierade väsentligt mellan de olika musikhögskolorna, inte minst när det gällde hur det allmänna utbildningsområdet (AUO) – som var obligatoriskt för alla lärarstudenter – genomfördes. På några musiklärarutbildningar är lästes AUO gemensamt med andra lärarstudenter, oavsett inriktning, medan det vid andra högskolor i stor utsträckning integrerades med musikstudierna.
Denna utbildning avskaffades hösten 2011, instrumentallärare utbildas idag formell enbart för gymnasiet, inom ramen för ämneslärarexamen. Eftersom den kommunala musik- och kulturskolan överhuvudtaget inte nämns i högskoleförordningen finns formellt idag ingen behörighetsgivande lärarutbildning för den institutionen.